# Tshikapa
Tshikapa este un oraș din Republica Democrată Congo.